# Herbert von Kaven
Pour les articles homonymes, voir Kaven.
Herbert von Kaven (né le 8 février 1908 à Berlin-Steglitz; décédé le 25 juillet 2009 à Detmold, Allemagne) est un mathématicien allemand. 

## Carrière
Il s'est intéressé aux fondements de cette science, ainsi qu'à des méthodes de construction. Son grand-père était August von Kaven. Von Kaven obtient en 1926 son Baccalauréat au Lycée Leopoldinum, il poursuit de 1926 à 1931, des études en mathématiques, en physique et en géographie, d'abord à Leipzig, plus tard, à Vienne, Aix-la-Chapelle, Berne et dans sa ville natale de Berlin. À partir de 1932, il est un pédagogue actif. Après la Guerre, il enseigne comme activité secondaire à l'Institut des ingénieurs du son de l'Académie de musique de Detmold. Herbert von Kaven est conseiller municipal de Detmold, et enseignant de 1966 à 1970, à l'Université de Münster ; il est également membre du comité scientifique du Bureau d'examen. Après sa retraite, en 1971, il poursuit ses activités scientifiques et de recherche fondamentale en Mathématiques.
En 2004 il fonde le prix von Kaven avec le soutien de la Fondation allemande pour la recherche (Deutsche Forschungsgemeinschaft, DFG).

## Publications
- neukonstruktive Grundlegung der Mathematik die Einführung der natürlichen Zahlen als erste Anwendung